# Бобров, Алексей Александрович (священник)
Алексей Александрович Бобров (1844 — после 1919) — протоиерей, духовный писатель и проповедник.

## Биография
Родился в 1844 году в семье священника Александра Боброва, предположительно в селе Непотягово Суздальского уезда Владимирской губернии. С 1847 по 1866 год его отец служил в Казанском храме села Ратницкого Суздальского уезда (ныне — Гаврилово-Посадский район).
Учился в Суздальском духовном училище и Владимирской духовной семинарии, которую он окончил в 1866 году. В период его обучения во Владимирской семинарии владимирским епархиальным архиереем был с 1863 по 1866 год святитель Феофан Затворник.
В 1868 году был рукоположён в сан священника преемником по кафедре святителя Феофана епископом Антонием (Павлинским) и определён в Никольский храм города Гаврилова Посада.
В 1905 году был переведён благочинным в Муром, в кафедральный собор Рождества Богородицы, где продолжил своё ревностное служение как замечательный проповедник и пастырь. В марте 1919 года ушёл на покой.

## Публикации
Его статьи начали появляться с 1880 года в «Владимирских епархиальных ведомостях»: «Яков Васильевич Смирнов…» (№ 4, 5, 7); «К вопросу о народном образовании» (№ 13). Многие из них издавались отдельно. 
- Яков Васильевич Смирнов, бывший преподаватель Первой Московской гимназии (1836—1868 г.), по его дневнику (Биогр. очерк) / [Гаврил. посада свящ. Алексей Бобров]. — [Владимир, 1880?]. — 49 с.
- Крестьянин Иов Иванович Шумов и его просветительная деятельность в кругу своих поселян (Биогр. очерк) / Сост. свящ. Алексей Бобров. — Владимир: тип. П. О. Новгородского, 1882. — [2], 50 с.
  - 2-е изд. — М.: тип. О-ва распространения полезных книг, 1896. — IV, 63 с.
  - 3-е изд. — М.: А. Д. Ступин, 1905. — 72 с. : ил.
- Сон Богородицы. Разговор священника с крестьянином. — [Москва]: тип. В. В. Чичерина, 1890. — 36 с.
  - Разговор священника с крестьянином по поводу суеверного сказания «Сон Богородицы». — 2-е изд. — Москва: тип. О-ва распространения полез. книг, 1895. — [2], 36 с.
- Двенадцать лет среди грамотного крестьянства. — Сергиев Посад: 2 тип. А.И. Снегиревой, 1893. — 31 с.
- Гавриловский посад за 200 лет назад по писцовым книгам. — Сергиев Посад: 2-я тип. А. И. Снегиревой, 1893. — 48 с.
- Царство не от мира сего и отношение к нему сынов века // Владимирские епархиальные ведомости. — 1896. — № 5.
- Святые апостолы по Вознесению Господа на небо // Владимирские епархиальные ведомости. — 1897. — № 10.
- Утешение в скорбях по письмам преосвященного Феофана // Владимирские епархиальные ведомости. — 1897. — № 19—20.
- Мудрые советы ищущим спасения по письмам преосвященного Феофана из Вышинского затвора: С портр. преосвящ. Феофана / Сост. Гавриловск. посада свящ. Алексей Бобров. — М.: тип. О-ва распространения полез. книг, 1897. — 118, II с.: портр.
  - 2-е изд., испр. и доп. — Сергиев Посад: тип. Св.-Тр. Сергиевой лавры, 1913. — 188, II с., 1 л. портр.
  - многочисленные современные переиздания, начиная с издания — М.: Правило веры, 1998. — 699, [1] с.: ил., портр. — ISBN 5-7533-0071-5.
- Евангельский урок маловерам // Владимирские епархиальные ведомости. — 1898. — № 20.
- Гавриловский дворцовый конный завод (Владимирской губернии, Суздальского уезда). — Владимир: типо-лит. Губ. правл., 1901. — [2], 70 с.: табл.
- Крестьянин и книга (Из лич. наблюдений за двадцать пять лет труда на пользу грамотного крестьянства, 1877—1902 гг.) / Свящ. А. А. Бобров. — Владимир: типо-лит. Губ. правл., 1903. — [2], 37 с.
- Разговор священника с крестьянином по поводу суеверного сказания о двенадцати пятницах / [Прот. Алексий Бобров]. — Муром: типо-лит. Н. В. Зворыкина, 1907. — 34 с.
- Живая фотография. (Жизнь Иисуса Христа). — Сергиев Посад: Типография Св.-Тр. Сергиевой лавры, 1908. — 9 с.
- Избранные слова, поучения и речи: С портр. авт. / [Соч.] Прот. Алексия Боброва. — Сергиев Посад: тип. Св.-Троиц. Сергиевой лавры, 1913. — 250, 4, [1] с., 1 л. портр.